# Anopheles insulaeflorum
Anopheles insulaeflorum är en tvåvingeart som först beskrevs av Swellengrebel och Swellengrebel de Graaf 1919.  Anopheles insulaeflorum ingår i släktet Anopheles och familjen stickmyggor. Inga underarter finns listade i Catalogue of Life.